# 鈴川朋治
鈴川 朋治（すずかわ ともはる）は日本の放送作家。
フジテレビのドラマ「プロポーズ大作戦のスピンオフ作品である「プロポーズ小作戦」で脚本家デビュー。また、アキバ系文化に精通している一面を持ち、現在、「AKB48のあんた、誰?」や「神おけ」などアイドル・声優番組も担当している。

## 主な担当番組

### 現在
- アッコにおまかせ!（TBS）
- 神おけ（メーテレ）
- テレビ埼玉ウタ娘（テレビ埼玉）
- AKB48のあんた、誰?（NOTTV）
- スマホにゃアイドル スマホちゃん（NOTTV）
- オールスター感謝祭（TBS）
- 27時間テレビ（フジテレビ）

### 過去
- くるくるドカン（フジテレビ）
- ニューデザインパラダイス（フジテレビ）
- おはスタ（テレビ東京）
- トリセツ（テレビ朝日）

### ドラマ脚本
- プロポーズ小作戦